# Café Pouchkine

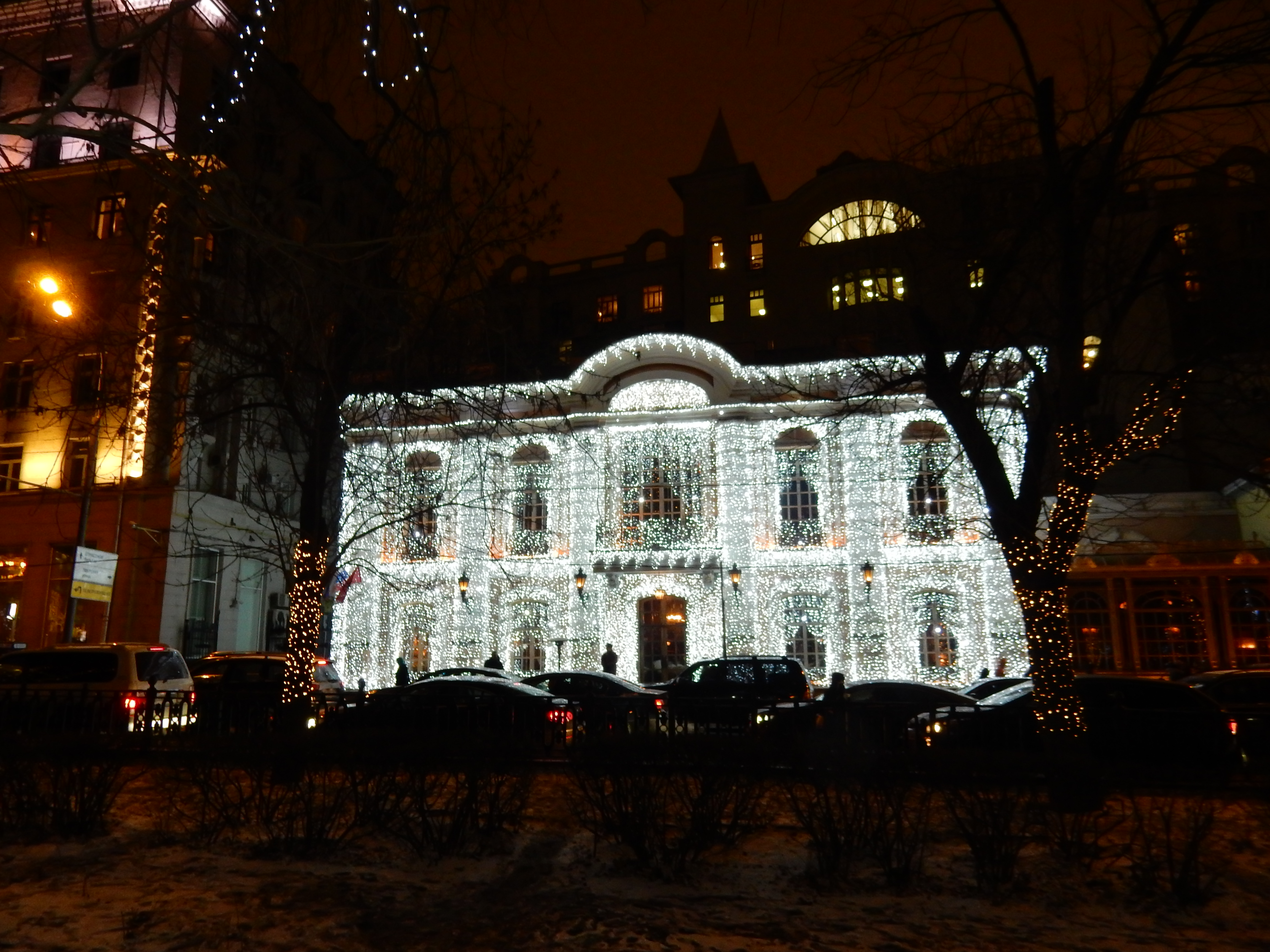
Café Pouchkine is gehuisvest in een 17e-eeuws hôtel

Café Pouchkine (Russisch: Кафе Пушкинъ) is een restaurant in een 17e-eeuws barok stadspaleis in de Russische hoofdstad Moskou. Het werd opgericht in 1999 door de Frans-Russische restaurateur Andrei Dellos. 
Café Pouchkine is de naam van een fictief restaurant uit het liedje Nathalie (1964), waarin de Franse chansonnier Gilbert Bécaud vertelt dat hij er met zijn gids Nathalie een kop warme chocolademelk gaat drinken. Zowel in Frankrijk als in Rusland werd het lied zo populair dat toeristen in Moskou op zoek gingen naar het toen nog niet bestaande café Pouchkine.
In Parijs zijn er twee gelijknamige zaken, een tearoom en een patisserie.